# 德古拉
德古拉（Dracula，或譯為卓九勒），是1897年哥德式恐怖小說《德古拉》中的同名角色，也是此後至今各種小說和影視中吸血殭屍經典形象的源頭。後世創作常參考中世纪的瓦拉几亚大公弗拉德三世。

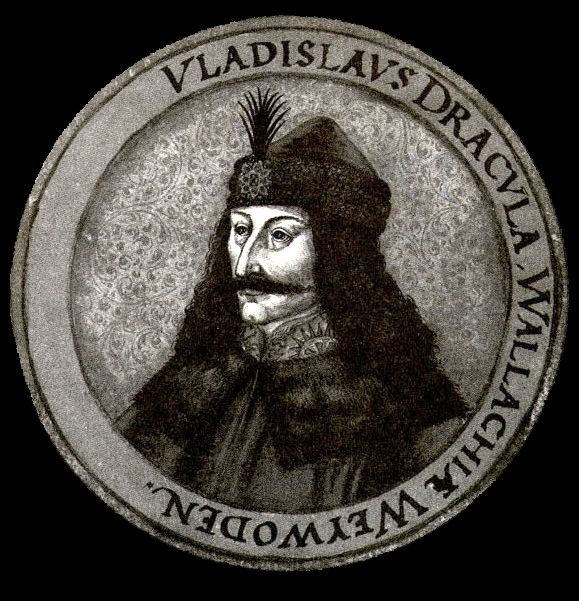
弗拉德三世的畫像

## 角色背景
德古拉本身是罗马尼亚的贵族，背景在19世纪末，德古拉居住在外西凡尼亚，后来因为他想移居到工业革命后的英国，就在伦敦购买房产。伯爵从惠特比迁移到英国后，就将魔抓伸至露西等人。但伯爵的真正身份，后来还是被凡赫辛、乔纳森·哈克、爱慕露西的三个男人揭穿。德古拉就不得已只能逃离英国，然后被追到外西凡尼亚。

## 原作小说
愛爾蘭作家布莱姆·斯托克於1897年寫了一本名為《德古拉》的小說，小說中的德古拉伯爵是個嗜血、專挑年輕美女下手的吸血鬼。小說後來被改編成電影，而這座出現過在無數吸血殭屍電影中，小說中描述、位於羅馬利亞的布蘭城堡（即德古拉古堡）一夜成名。原小說角色背景其實與弗拉德三世無關，反而是設定作阿提拉的後代，且其聲稱有塞凱伊人血統。此外，當時的英國舞臺劇演員亨利·歐文亦啟發了原來德古拉一角的性格塑造，因為作者曾經在亨利旗下的蘭心劇院工作。

## 原作形象和人设
德古拉在原作描写的形象为，体型高瘦欣长，胡须和鹰钩鼻高耸。五官粗犷冷酷，嘴唇如血赤红，犬齿雪白狰狞。原作性格为嗜血且喜欢专挑年轻美女下手的吸血鬼。

## 後世影視形象
布莱姆·斯托克撰寫的《德古拉》小說造成轟動，小說內容與德古拉伯爵成為許多人創作的靈感來源。許多以「德古拉」為名的電影作品不斷地被拍攝出來。「德古拉伯爵」也成為一種經典代表，並出現在各種以吸血鬼為題材的電影當中。
大部分戏剧和电影常用的形象为，黑色晚礼服像蝙蝠且一头黑发的贵族。以此成为不少人心中“第七艺术”的重要主角。常见影视形象喜欢用发型整齐、脸色苍白。穿黑色的礼服、披披风，和本来历史的弗拉德三世大不相同。
隨著時代的改變，德古拉在各種電影作品中的形象也有所不同。在早期的電影當中，吸血鬼德古拉的形象是扭曲而醜陋，擁有足以讓人望而生畏的恐怖外貌，例如1922年的《不死殭屍—恐慄交響曲》，與1979年翻拍的《诺斯费拉图：夜晚的幽灵》。
1930年代之後的電影，德古拉又有另一番不同的形象。這時期的德古拉伯爵，是具有貴族氣息的紳士，通常梳著整齊的髮型、穿著深色的正式西服、披著黑色的寬大披風。這樣的外型亦成為一種經典的形象；以演出該類型德古拉而聞名的演員有貝拉·盧古喜，在環球影業的1931年版《德古拉》及其後續系列中）與克里斯多福·李（在咸馬電影的1958年版《德古拉》及其後續系列中）。

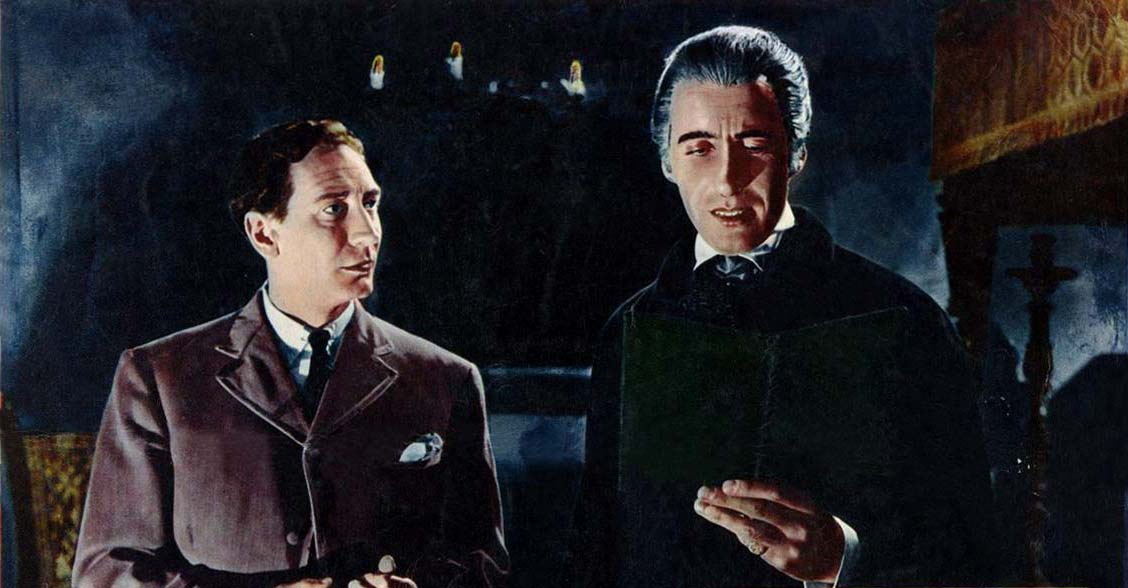
1958年，右為克里斯多福·李飾演德古拉伯爵；左為彼得·库欣飾演范海辛博士

1958年版的《德古拉》非常成功，該片的製片商咸馬電影製作公司亦為該片拍攝了一系列的續集，將吸血鬼電影推向另一個巔峰。
1992年的電影《吸血鬼：真愛不死》也是以布莱姆·斯托克的小說為藍本而拍攝。在電影當中飾演德古拉伯爵的演員蓋瑞·歐德曼，在外型上雖與傳統的形象略有不同，不再梳著拘謹的髮型、穿著深色衣服與誇張的披風，但其出色的演出與紳士形象亦讓這部劇情取自舊題材的電影成為經典。
2000年以後，在各種吸血鬼電影當中出現的德古拉形象開始有了更大的轉變。例如《神鬼大反撲》中，由傑哈德·巴特勒飾演的德古拉，就具備了性感與健美的形象，與傳統樣貌全然不同。另外，在電影《刀鋒戰士3》中登場的德古拉，就似大多數動作片當中的主角，是身材壯碩、力大無窮的戰士形象。
美國作家伊麗莎白·柯斯托娃於2005年發表的作品《歷史學家》亦在歐美掀起新一輪的吸血鬼熱潮。此書並會改編成電影，電影版權由新力影業奪得。
2014年，《德古拉：永咒傳奇》給予德古拉前身弗拉德三世一個新的形象，摒除血腥殘暴，而變成愛家愛國形象，面對鄂圖曼土耳其帝國的威脅，為了拯救國家還有他的兒子，不得不與卡利古拉訂下契約化身成吸血鬼，最後為了保護自己的兒子而犧牲，但最後還是被信徒救起。是少數詮釋德古拉為正派形象的電影。

## 德古拉堡
德古拉堡位於羅馬尼亞的布拉索夫，是當地一個著名旅遊點，古堡估計價值2500萬美元，原屬瑪麗皇后所有，1938年傳給女兒伊萊亞娜公主，1948年被當時的政府沒收，但羅馬尼亞政府於2006年初通過法例，將共產主義政權時代被沒收的產業歸還業主，並成立「產業基金」，向有損失的業主賠償。同年5月，當地政府文化部決定將古堡歸還原來的主人。這座14世紀的拜恩古堡，現時周邊開設不少售賣德古拉羊毛外衣和吸血殭屍酒的攤檔。

## 相关作品
- 《歷史學家》（小說）
- 《不死殭屍—恐慄交響曲》
- 《诺斯费拉图：夜晚的幽灵》
- 《怪物小王子》
- 《厄夜怪客》
- 《吸血鬼德古拉的真实（英语：Dracula: Viaggio in Transilvania）》（著者：阿莱桑德拉·毕塞亚，国际书号：ISBN9789861773841）
- 德古拉 (1931年電影)1931年美国电影，主演：贝拉·卢戈西
- 科学怪人对德拉库拉（英语：Dracula vs. Frankenstein）
- 德古拉 (漫威漫畫)
- 怪鸭历险记
- 德古拉 (1931年電影)：1931年美國電影，主演：贝拉·卢戈西
- 德古拉 (1958年電影)（英语：Dracula (1958 film)）：1958年英國電影，克里斯多福·李主演
- ：1992年美國電影；蓋瑞·歐德曼主演
- 德古拉2000：2000年美國電影
- 德古拉3D：2012年西班牙電影，托馬斯·克萊舒曼主演
- 德库拉2阿森松
- 德库拉3复兴
- 德库拉的恶梦
- 鬼太郎
- 惡魔城（電子遊戲系列）
- 变身忍者岚
- 尖叫旅社
- 尖叫旅社2
- 凡赫辛：2004年美國電影，理查·羅森堡主演
- 德古拉：永咒傳奇：2014年美國電影，路克·伊凡斯主演
- 王牌對決的可使用稀有英雄
- 手里剑战队忍忍者

## 外部連結
- （英文）互联网电影数据库上德古拉的资料
- （英文）Bram Stoker Online （页面存档备份，存于） Dracula.

1. 1 2 3  森瀨繚、靜川龍宗. . 奇幻. 奇幻基地. 2010/08/08: 8–9. ISBN 9789866275166.
2. 1 2  . 奇幻. 双萤文创股份有限公司、红蓝彩艺印刷股份有限公司. 2014年6月: 3. ISBN 9789868727359.
3. ↑  “第七艺术”代指电影，前面第一至第六分别为音乐、舞蹈、绘画、雕刻、戏剧、建筑。